# Anacoluto
Anacoluto é uma figura de linguagem que, segundo a retórica clássica, consiste numa irregularidade gramatical na estrutura de uma frase, como se o locutor começasse uma frase e houvesse uma mudança de rumo no pensamento — por exemplo, mediante o desrespeito das regras de concordância verbal ou da sintaxe.
Sintaticamente, pode-se definir anacoluto (ou tópico pendente) como a quebra da estrutura sintática da frase pela inserção de um sintagma ou pela mudança abrupta de uma determinada construção sintática. Isso ocorre quando o falante explicita o tópico ou assunto da sua fala para depois prosseguir com uma construção normal.
Exemplo: "O homem, chamar-lhe mito não passa de anacoluto" (Carlos Drummond de Andrade).

## Etimologia
A palavra anacoluto tem origem no termo do grego antigo ἀνακόλουθον (anakólouthon), que por sua vez deriva do prefixo ἀν- (an-) e do radical do adjetivo ἀκόλουθος (akólouthos), "seguimento". É equivalente à expressão latina non sequitur usada em Lógica.
No passado, o anacoluto também era conhecido como nominativus pendens

## Uso
O anacoluto é muito frequente no discurso oral, em que poderá ser apenas considerado como um erro de construção frásica. Num texto escrito, tem o objetivo de transmitir a sensação de espontaneidade. Na frase de Almeida Garrett, "Eu, também me parece que as leio, mas vou sempre dizendo que não ", o termo "eu" é posto em destaque, desligado dos outros elementos sintáticos — no resto da frase, através de uma elipse (o "eu" passa a estar apenas subentendido).
Da mesma forma, em "a minha roupa, levo-a sempre àquela lavandaria", frase típica do discurso oral, a expressão "a minha roupa" aparece desligada do resto da frase, em que é substituída por um pronome. Muitos autores atuais, contudo, já não classificam estes exemplos como sendo anacolutos porque consideram que não são resultado de qualquer inconsistência sintática, mas apenas um recurso de ênfase chamado topicalização, um processo linguístico em que parte de uma frase é deslocado para o início dela. Segundo estes mesmos autores, existe anacoluto quando se forma uma frase incompleta, com parte do enunciado suspenso. Por exemplo: "Não me digas que..." — frase em que se omite a parte final, atenuando algo que convém não dizer alto e explicitamente, por diversas razões, permitindo uma infinidade de significados para a frase, ainda que o seu sentido seja facilmente apreendido pelo receptor, se estiver devidamente contextualizado.
É um recurso de retórica frequente nos autores que utilizam o fluxo de consciência, como James Joyce. É também muito utilizado por Guimarães Rosa, como forma de retratar a fala coloquial típica dos moradores do sertão.
Outro exemplo de anacoluto, como nos ensina o Mestre Aires da Mata Machado através de Elza de Moura, são os versos do Hino da Independência do Brasil: "Os grilhões que nos forjava // Da perfídia astuto ardil"... O verbo (forjava) no singular e o substantivo (grilhões) no plural.